# Fokker D.XIII
Il Fokker D.XIII fu un aereo da caccia monoposto, monomotore e biplano, sviluppato dall'azienda aeronautica olandese Fokker nei primi anni venti.
Sviluppato dal precedente D.XI, venne adottato dalla componente aerea del Reichswehr, l'esercito della Repubblica di Weimar, dalla metà degli anni venti.

## Utilizzatori
Germania
- Reichswehr
  - Wissenschaftliche Versuchs- und Prüfanstalt für Luftfahrzeuge, Lipetsk

 Unione Sovietica
- Sovetskie Voenno-vozdušnye sily